# (474023) 2016 GW110
(474023) 2016 GW110 es un asteroide perteneciente al cinturón de asteroides, descubierto el 9 de octubre de 2007 por el equipo del Spacewatch desde el Observatorio Nacional de Kitt Peak, Arizona, Estados Unidos.

## Designación y nombre
Designado provisionalmente como 2016 GW11.

## Características orbitales
2016 GW110 está situado a una distancia media del Sol de 2,272 ua, pudiendo alejarse hasta 2,378 ua y acercarse hasta 2,166 ua. Su excentricidad es 0,046 y la inclinación orbital 6,828 grados. Emplea 1251 días en completar una órbita alrededor del Sol.

## Características físicas
La magnitud absoluta de 2016 GW110 es 17,607.